# 島根県道270号下横田出雲三成停車場線
島根県道270号下横田出雲三成停車場線（しまねけんどう270ごう しもよこたいずもみなりていしゃじょうせん）は、島根県仁多郡奥出雲町を通る一般県道である。

## 概要
仁多郡奥出雲町下横田から仁多郡奥出雲町三成に至る。

### 路線データ
- 起点：仁多郡奥出雲町下横田（国道314号交点）
- 終点：仁多郡奥出雲町三成（JR西日本木次線 出雲三成駅、国道314号上）

## 歴史
- 1958年（昭和33年）
  - 6月13日 - 島根県告示第525号により認定される。
  - 11月1日 - 仁多郡斐上町が仁多郡横田町に改称したことにより起点の地名が仁多郡斐上町下横田から仁多郡横田町下横田に変更される。
- 1972年（昭和47年）頃 - 現行の県道番号に変更される。
- 2005年（平成17年）3月31日 - 仁多郡の全2町（仁多町・横田町）が対等合併して仁多郡奥出雲町が成立したことにより起終点の地名が変更される。

## 路線状況

### 重複区間
- 島根県道25号玉湯吾妻山線（仁多郡奥出雲町三成）
- 国道314号（仁多郡奥出雲町三成）

## 地理

### 通過する自治体
- 仁多郡奥出雲町

### 交差する道路
| 交差する道路                          | 交差する場所 | 交差する場所 |
| ------------------------------------- | ------------ | ------------ |
| 国道314号                             | 下横田       | 起点         |
| 島根県道25号玉湯吾妻山線 重複区間起点 | 三成         |              |
| 国道432号                             | 三成         |              |
| 島根県道25号玉湯吾妻山線 重複区間終点 | 三成         |              |
| 国道314号 重複区間起点                | 三成         |              |
| 国道314号 重複区間終点                | 三成         | 終点         |

### 沿線
- 八川郵便局
- 絲原記念館
- JR西日本木次線 出雲三成駅

### 峠
- 大谷峠（標高430 m、仁多郡奥出雲町下横田 - 仁多郡奥出雲町大谷）